# Faith (série télévisée)
Sin-ui (hangeul : 신의 ; titre international : Faith: The Great Doctor) est une série télévisée sud-coréenne diffusée en 2012 sur SBS en Corée du Sud avec Lee Min-ho et Kim Hee-sun,,.

## Synopsis
Yoo Eun-Soo vit en 2012, elle est chirurgienne esthétique et elle est à la recherche de l’homme de sa vie, riche de préférence afin de pouvoir ouvrir sa clinique. Un jour, Choi Young (Lee Min Ho), un guerrier du royaume de Koryo, surgit du passé en pensant avoir été au paradis au travers d'un portail céleste et il l’enlève afin de soigner la reine Noguk qui a été gravement blessée à la suite d'un complot, contre elle et le nouveau roi Gongmin de Koryo. Choi Young, promet à Yoo Eun-Soo sur son honneur de la ramener vivante chez elle. Cependant le conseiller du roi, voyant en elle une occasion de se faire accepter de son peuple, conseille à son roi de garder la "guérisseuse divine" comme médecin royal.

## Distribution
- Lee Min-ho : Choi Young, chef des garde du corps royaux[4],[5],[6]
- Kim Hee-sun : Yoo Eun-soo[7],[8],[9],[10],[11]
- Yoo Oh-sung : Ki Chul
- Ryu Deok-hwan : Roi Gongmin
- Park Se-young : Reine Noguk
- Lee Phillip : Jang Bin[12]
- Sung Hoon : Chun Eum-ja[13]
- Shin Eun-jung : Hwasuin
- Lee Byung-joon : Jo Il-shin
- Kim Mi-kyung : dame de la cour Choi, tante de Choi Young
- Park Sang-won : Sohn Yoo
- Baek Kwang-doo : Bae Choong-seok
- Kim Jong-moon : Oh Dae-man
- Kang Chang-mook : Deol-bae
- Yoon Kyun-sang : Deok-man
- Kim Soo-yeon : Deo-ki
- Park Yoon-jae : Prince Deokheung
- Jung Yoo-chan : Joo Seok
- Kwon Min : Ahn Do-chi
- Ahn Jae-wook : médecin ex-petit ami de Eun-soo (caméo, épisode 1)
- Oh Kwang-rok : diseur de bonne aventure (caméo, épisode 1)
- Choi Min-soo : Moon Chi-hoo, chef de Jeokwoldae (caméo, épisode 4)

## Réception
| Nombre d'épisodes | Date de diffusion | Part d'audience moyenne | Part d'audience moyenne     | Part d'audience moyenne | Part d'audience moyenne     |
| Nombre d'épisodes | Date de diffusion | TNmS Ratings            | TNmS Ratings                | AGB Nielsen             | AGB Nielsen                 |
| Nombre d'épisodes | Date de diffusion | Tout le pays            | Région de la capitale Séoul | Tout le pays            | Région de la capitale Séoul |
| ----------------- | ----------------- | ----------------------- | --------------------------- | ----------------------- | --------------------------- |
| 1                 | 13 août 2012      | 12,2 %                  | 13,8 %                      | 9,4 %                   | 10,8 %                      |
| 2                 | 14 août 2012      | 11,8 %                  | 13,1 %                      | 10,3 %                  | 11,4 %                      |
| 3                 | 20 août 2012      | 13.4%                   | 15.8%                       | 10,3 %                  | 11,6 %                      |
| 4                 | 21 août 2012      | 13,2 %                  | 15,5 %                      | 11,5 %                  | 12,8 %                      |
| 5                 | 27 août 2012      | 12,9 %                  | 14,5 %                      | 10,6 %                  | 10,6 %                      |
| 6                 | 28 août 2012      | 13,1 %                  | 14,8 %                      | 12.2%                   | 13.5%                       |
| 7                 | 3 septembre 2012  | 12,3 %                  | 13,9 %                      | 9,8 %                   | 10,9 %                      |
| 8                 | 4 septembre 2012  | 12,6 %                  | 13,9 %                      | 11,0 %                  | 12,4 %                      |
| 9                 | 10 septembre 2012 | 11,6 %                  | 12,8 %                      | 11,8 %                  | 13,2 %                      |
| 10                | 11 septembre 2012 | 11,7 %                  | 13,0 %                      | 11,2 %                  | 11,4 %                      |
| 11                | 17 septembre 2012 | 11,8 %                  | 13,5 %                      | 10,4 %                  | 11,3 %                      |
| 12                | 18 septembre 2012 | 11,2 %                  | 12,2 %                      | 10,1 %                  | 11,0 %                      |
| 13                | 24 septembre 2012 | 10,7 %                  | 12,2 %                      | 9,7 %                   | 10,9 %                      |
| 14                | 25 septembre 2012 | 10,2 %                  | 11,6 %                      | 9,0 %                   | 9.7%                        |
| 15                | 1er octobre 2012  | 11,1 %                  | 12,7 %                      | 9,3 %                   | 9,9 %                       |
| 16                | 2 octobre 2012    | 9,6 %                   | 10.2%                       | 9,5 %                   | 9.7%                        |
| 17                | 8 octobre 2012    | 13,2 %                  | 14,1 %                      | 10,5 %                  | 11,4 %                      |
| 18                | 9 octobre 2012    | 11,5 %                  | 13,0 %                      | 9,9 %                   | 10,6 %                      |
| 19                | 15 octobre 2012   | 9,2 %                   | 10,6 %                      | 8,8 %                   | 9,5 %                       |
| 20                | 16 octobre 2012   | 10,7 %                  | 11,9 %                      | 9,9 %                   | 10,9 %                      |
| 21                | 22 octobre 2012   | 10,2 %                  | 11,7 %                      | 9,3 %                   | 10,5 %                      |
| 22                | 23 octobre 2012   | 9,7 %                   | 11,6 %                      | 8,9 %                   | 10,0 %                      |
| 23                | 29 octobre 2012   | 9.1%                    | 10,3 %                      | 8.7%                    | 9.7%                        |
| 24                | 30 octobre 2012   | 10,5 %                  | 11,4 %                      | 10,1 %                  | 10,9 %                      |
| Moyenne           | Moyenne           | 11,4 %                  | 12,8 %                      | 10,1 %                  | 11,0 %                      |

Sources: TNmS Media Korea, AGB Nielsen Korea

## Distinctions
| Année | Prix                                         | Catégorie                                              | Destinataire  | Résultat   |
| ----- | -------------------------------------------- | ------------------------------------------------------ | ------------- | ---------- |
| 2012  | 20th Korean Culture and Entertainment Awards | Prix d'excellence en haut, actrice                     | Kim Hee-sun   | Lauréat    |
| 2012  | 2012 SBS Drama Awards                        | Prix d'excellence en haut, acteur dans une mini-série  | Lee Min-ho    | Lauréat    |
| 2012  | 2012 SBS Drama Awards                        | Prix d'excellence en haut, actrice dans une mini-série | Kim Hee-sun   | Nomination |
| 2012  | 2012 SBS Drama Awards                        | Prix d'excellence, acteur dans une mini-série          | Yu Oh-seong   | Nomination |
| 2012  | 2012 SBS Drama Awards                        | Prix spécial, acteur dans une mini-série               | Ryu Deok-hwan | Nomination |
| 2012  | 2012 SBS Drama Awards                        | Prix spécial, actrice dans une mini-série              | Shin Eun-jung | Nomination |
| 2012  | 2012 SBS Drama Awards                        | Nouvelle récompense de l'artiste                       | Park Se-young | Lauréat    |
| 2012  | 2012 SBS Drama Awards                        | Prix de l'artiste (Top 10)                             | Lee Min-ho    | Lauréat    |
| 2012  | 2012 SBS Drama Awards                        | Prix de popularité                                     | Lee Min-ho    | Nomination |
| 2012  | 2012 SBS Drama Awards                        | Prix de popularité                                     | Kim Hee-sun   | Nomination |
| 2013  | 49th Baeksang Arts Awards                    | Meilleur nouvelle actrice (TV)                         | Park Se-young | Nomination |
| 2013  | 49th Baeksang Arts Awards                    | La plupart acteur populaire (TV)                       | Lee Min-ho    | Nomination |
| 2013  | 49th Baeksang Arts Awards                    | La plupart actrice populaire (TV)                      | Park Se-young | Nomination |
| 2013  | 8th Seoul International Drama Awards         | Prix de popularité                                     | Lee Min-ho    | Nomination |
| 2014  | GyaO! Entertainment Awards                   | Meilleur drama coréen                                  | Faith         | Lauréat    |

## Diffusion
- SBS (2012)
- KNTV (2013)[15]
- TVB (2013-2014)
- MediaCorp Channel U (2014)
- ONE TV ASIA
- Indosiar (2013)
- VTV 3 (2014)
- ABS-CBN (2014-2015)
- Namayesh (2015)[16]

### Sources
- (en) Cet article est partiellement ou en totalité issu de l’article de Wikipédia en anglais intitulé « Faith (2012 TV series) » (voir la liste des auteurs).